# San Pollione di Cibali
San Pollione di Cibali (... – Cibali, ...; fl. III secolo) è venerato come un martire cristiano che potrebbe essere stato giustiziato per la sua fede durante le persecuzioni dell'imperatore Diocleziano.

## Agiografia
Si pensa che fosse il primo lettore della chiesa di Cibalae (l'attuale Vinkovci, in Croazia), nella provincia romana della Pannonia. Come tale potrebbe essere stato associato alla dinastia imperiale. È menzionato nel Martirologio geronimiano e nel Sinassario Costantinopolitano.
Le agiografie raccontano che subì l'interrogatorio del prefetto della città di Sirmia, Probo, e rifiutò di abiurare la sua fede; fu quindi messo a morte fuori dalle mura della città, bruciato vivo.